# Оффенберг (баронский род)
Оффенберг (нем. von Offenberg) — баронский род.

## Происхождение и история рода
Происходит от Иоанна Оффенбергера, наместника Штирии, бывшего послом имп. Максимилиана II к Ивану Грозному. Сын его Лоренц Оффенберг поселился в Лифляндии.
- Генрих фон Оффенберг (1752—1827) — и. о. курляндского гражданского губернатора.
- Фёдор Петрович Оффенберг (1789—1856) был членом генерал-аудиториата.
- Александр Фёдорович Оффенберг (1835—1900) состоял генерал-лейтенантом и начальником 2-й армейской кавалерийской дивизии.
- Иван Петрович Оффенберг (1792—1870) — генерал от кавалерии, член Военного Совета, теоретик и практик военно-кавалерийского дела, член военного совета, состоял при особе императора Александра II.
- Оффенберг, Владимир Христианович (1856—1927) — судостроитель, генерал-лейтенант Корпуса корабельных инженеров.

Род баронов Оффенберг внесен в дворянский матрикул Курляндской губ. и в VI ч. родословной книги Витебской губ.

## Описание герба
В серебряном поле два зелёных холма. Щит увенчан дворянскими шлемом. Нашлемник: три страусовых пера: красное, золотое и зелёное. Намет на щите серебряный и золотой, подложенный красным и чёрным.
Герб рода дворян Оффенберг внесен в Часть 20 Общего гербовника дворянских родов Всероссийской империи, стр. 78.